# Calycosiphonia
Calycosiphonia é um género botânico pertencente à família Rubiaceae.

## Espécies
- Calycosiphonia macrochlamys